# Stout Leroy
Stout Leroy is een Belgisch bier. Het wordt gebrouwen door Brouwerij Het Sas te Boezinge, een deelgemeente van de Ieper.
Stout Leroy is een donkere stout met een alcoholpercentage van 5% en een densiteit van 10,8° Plato. De zoete smaak wordt bekomen door toevoeging van kandijsuiker.
Stout Leroy is erkend als West-Vlaams streekproduct.